# 仮面ライダーガヴ お菓子の家の侵略者
『仮面ライダーガヴ お菓子の家の侵略者』（かめんライダーガヴ おかしのいえのしんりゃくしゃ）は、2025年7月25日に公開された日本の映画作品。同時上映は『ナンバーワン戦隊ゴジュウジャー 復活のテガソード』と『ゴチゾウのなつやすみ』。

## 概要
特撮テレビドラマ「仮面ライダーシリーズ」の『仮面ライダーガヴ』の初の単独映画作品。テレビシリーズでメイン監督を務めた杉原輝昭が監督、メインライターの1人であった香村純子が脚本を担当する。
テレビシリーズの主題歌を歌唱するFANTASTICS from EXILE TRIBEから世界、澤本夏輝、木村慧人、中島颯太がゲスト出演する。また作中には『ガヴ』の次回作『仮面ライダーゼッツ』より、万津莫 / 仮面ライダーゼッツ（フィジカムインパクト・テクノロムストリーム）がテレビシリーズの放送開始に先行して登場する。

## あらすじ
謎の白い服の青年がショウマの前に現れ、彼を追っていた追跡者とガヴに変身して戦うが、突如として現れた謎の扉を開くことで現れた「おカシな世界」。そこは元の世界に似ているが、闇菓子が存在せず、その世界の幸果や絆斗、ラキアやストマック家の兄姉も異なる人生を歩んでいた。
ショウマはおカシな世界のはぴぱれで働くタオリンという過去の記憶が一切ない青年に出会う。そんな中、人間やグラニュートとは異なる種族・ミューターのキングを名乗るカリエスが無差別に街を襲撃し、未知のゴチゾウで仮面ライダーカリエスに変身する。
ショウマとタオリンは、巨大なお菓子の家を発見するが、タオリンはかすかにこの場所を覚えていた。

## 本作品オリジナルの登場キャラクター
タオリン
おカシな世界のはぴぱれで働く青年。幸果に道で倒れていたところを助けられ、はぴぱれにそのまま住み込んでいる模様。名前は幸果が仮に付けたもので、拾われる前の記憶を一切持っていなかった。ショウマと同様にガヴが腹部にあるが、その実態を知らない。

カリエス / 仮面ライダーカリエス
「すべてを蝕み、滅ぼす者」を自称し、ミューターのキングを名乗る男。いくつもの世界を本能のままにこれまで蝕み滅亡させてきた。ショウマ=ガヴの力を偶然目撃して興味を持ち、クラープに研究開発させ、ゴチゾウとガヴで変身することが可能となった。オリジナルとなる仮面ライダーガヴを超えたことを実感し、おカシな世界を蝕み始める。
- カリエス役の世界は本作品の撮影時期に舞台に出演していたため、仮面ライダーに変身する役にすることでスケジュールの問題を解決している。

クラープ
カリエスに仕えるミューターの博士。カリエスの破壊活動を手助けしており、次々とカリエスが必要とするものを研究・開発し、ショウマの持つガヴの力を研究してその成果を得ている。
- クラープ役の木村は、当初はクールなキャラクターをイメージしていたが、監督の杉原から木村自身の中のクラープ像を壊してみてというアドバイスをもらい、狂気に満ちたイメージで振り切った演技プランに変更したという。

培養体の青年
ショウマたちの世界にやってきた培養体の青年。何者かによる追跡から逃げてきたが、なぜ逃亡してきたかなどを伝えることのないまま、力尽きて消滅する。

安居 みちる（）、安居 未夢（）
おカシな世界でパティスリー「ひだまり」を営む親子。

## 本作品オリジナルの仮面ライダー

### 仮面ライダーガヴ ヘクセンハイム
ショウマがヘクセンハイムゴチゾウとガヴ（赤ガヴ）で変身する仮面ライダー。
変身音声は「ヘクセンハイム、トリート!」。
ヘクセンブレイドが武器。

### 仮面ライダーカリエス
カリエスがテラーゴチゾウとブリードガヴで変身する仮面ライダー。
- 変身ポーズは、掌を開いているショウマとの対比で、「ガヴを握りつぶしてやる」というつもりで、逆に拳を握っており、カリエス役の世界が好きであったという仮面ライダーBLACKの変身ポーズのイメージも少し入っているという[9][7]。

形態
C1
テラーゴチゾウとブリードガヴ C1で変身した姿。
変身音声は「ホラー、ズキー!!」。
武器は両腕の巨大な爪で、ガヴを最初の戦いで圧倒するが、ブリードガヴ C1がとどめをさす直前で溶けたことで変身解除された。
C3
テラーゴチゾウとブリードガヴ C3で変身した姿。
変身音声は「ホラー、デストロイ」。
C1よりも強力で、街に大量の菌を撒き散らして、人々を蝕んでいく。

ツール
ブリードガヴ
カリエスの変身ベルト。グラニュートと人間の遺伝子を掛け合わせて誕生した培養体の腹部に生成された黒いガヴ「ブリードガヴ C1」とタオリンが怪人の姿に変貌したことで変化した紫色のガヴ「ブリードガヴ C3」がある。

必殺技
C1
カオス・クラック

C3
カオス・デストロイ

## 本作品オリジナルの怪人
タオリン（怪人）
タオリンがブリードガヴ C1にヘクセンハイムゴチゾウを装填したことで変貌した姿。怪人の姿に変貌したことに伴い、ブリードガヴもC3に変化した。

ヴァッシマム
クラープの怪人態。ストマック兄弟たちと戦闘する。

ヴァッシム兵
ミューターの戦闘兵。クラープの指示で人間やグラニュートを襲撃し、大量に最終決戦にも投入された。

## 本作品オリジナルの用語・世界観
テラーゴチゾウ
培養体が「恐怖」の感情から生成したゴチゾウ。

ヘクセンハイムゴチゾウ
タオリンが、ショウマや幸果とともに作ったお菓子の家を食べたことで生成されたゴチゾウ。

ウエハウスゴチゾウ
ショウマが、幸果やタオリンとともに作ったお菓子の家を食べたことで生成されたゴチゾウ。バトル場に仮面ライダーガヴの装備を出現させて、仮面ライダーヴァレンと仮面ライダーヴラムに共有することが可能。

ミューター
グラニュートや人間とも異なる種族。

## キャスト
- ショウマ・ストマック / 仮面ライダーガヴ - 知念英和[1]
- 辛木田絆斗 / 仮面ライダーヴァレン - 日野友輔[1]
- ラキア・アマルガ / 仮面ライダーヴラム - 庄司浩平[1]
- 甘根幸果 - 宮部のぞみ[1]
- タオリン - 中島颯太[1]
- クラープ - 木村慧人[1]
- 培養体の青年 - 澤本夏輝[1]
- 安居みちる - 中島亜梨沙
- 安居未夢 - 津久井有咲
- グロッタ・ストマック - 千歳まち[1]
- ニエルブ・ストマック - 滝澤諒[1]
- シータ・ストマック - 川﨑帆々花[1]
- ジープ・ストマック - 古賀瑠[1]
- 迷い犬 - 田嶋ボーノ
- カリエス - 世界[1]
- 万津莫 / 仮面ライダーゼッツ - 今井竜太郎『仮面ライダーゼッツ』[5]
- ランゴ・ストマック - 塚本高史[1]

### 声の出演
- ウエハウスゴチゾウ、フラッぺいず - 下和田ヒロキ
- ヘクセンハイムゴチゾウ、プリンテ - 円くるみ
- ゴチゾウ、エージェント - 櫻井皓基、東海林亜祐

### スーツアクター
- 仮面ライダーガヴ[9] - 縄田雄哉
- 鍜治洸太朗
- 仮面ライダーヴラム[10] - 永徳
- 新田健太
- 仮面ライダーカリエス[7][2] - 高田将司
- 北村海
- 齊藤謙也
- タオリン（怪人）[11][9] - 伊藤茂騎
- 小澤日向
- 宇佐見紗風
- 五十嵐睦美
- 酒井和真
- 蔦宗正人
- 米岡孝弘
- 菅野聖
- 松岡凜
- 森博嗣
- 榮男樹
- 角田尚里
- 林本奈々
- 煤孫新之助
- 成尾征吾
- 平島由章
- おぐらとしひろ
- 寺本翔悟
- 細川晃弘
- 梶山翔太郎
- 髙橋連
- 杉森功明
- 川島翔太郎
- 松本直也
- 島智宏
- 能登春希

## スタッフ
- 製作 - 吉村文雄（東映）、西新（テレビ朝日）、高木勝裕（東映アニメーション）、金子保之（東映ビデオ）、柴田邦彦（ADKエモーションズ）、村松秀信（東映エージエンシー）、古澤圭亮（バンダイ）
- 企画 - 出目宏（東映）、服部宣之（テレビ朝日）、井上貴博（東映アニメーション）、佐藤現（東映ビデオ）、志村章（ADKエモーションズ）、長橋丈二（東映エージエンシー）、佐野純子（バンダイ）
- 原作 - 石ノ森章太郎
- 脚本 - 香村純子[1][12]
- 音楽 - 坂部剛
- 撮影 - 植竹篤史
- 照明 - 泉田聖
- 美術 - 福澤勝広
- 録音 - 本間彰太
- 編集 - 佐藤連
- スクリプター - 太田楓花
- 助監督 - 平舘銀河
- 制作担当 - 東正信、田中耕作
- ラインプロデューサー - 下前明弘
- 「仮面ライダーゼッツ」
  - 演出協力 - 上堀内佳寿也
  - アクション演出協力 - 渡辺淳（ジャパンアクションエンタープライズ）
  - プロデュース協力 - 谷中寿成・湊陽祐・高崎壮太・阿波根礼奈（東映）
  - 音楽 - 高木洋、坂部剛
- 制作プロダクション - 東映テレビ・プロダクション
- スーパーバイザー - 小野寺章
- プロデューサー - 武部直美・瀧島南美（東映）、大川武宏・芝高啓介（テレビ朝日）、鰐淵基広（ADKエモーションズ）
- 特撮監督 - 佛田洋（特撮研究所）[12]
- アクション監督 - 藤田慧（ジャパンアクションエンタープライズ）[12]
- 映画「ガヴ・ゴジュウジャー」製作委員会（東映、テレビ朝日、東映アニメーション、東映ビデオ、ADKエモーションズ、東映エージエンシー、バンダイ）
- 監督 - 杉原輝昭[1][12]

## 音楽
主題歌「Candy Blaze」
作詞 - YVES&ADAMS / 作曲 - YVES&ADAMS,SLAY / 編曲 - SLAY / 歌 - FANTASTICS from EXILE TRIBE

## プロモーション

### 前売券
特典付きムビチケ前売券
2025年4月25日10時からムビチケにて発売。第1弾の特典として「スペシャルキーホルダー」、5月30日より発売の第2弾の特典としてスーパー戦隊50周年記念ビジュアルの「ミニポスター」が付いてくる.。

### 入場者プレゼント
劇場限定！ステッカー付ゴチゾウBOOK
入場者プレゼント第1弾。公開初日の2025年7月25日より配布開始。全国合計30万冊で配布される。

センタイリング（ゴジュウジャー&ガヴ 夏映画ver.）
入場者プレゼント第2弾。2025年8月8日より配布開始。全国合計15万個限定で配布される。

劇場限定！ベストシーンカードセット
入場者プレゼント第3弾。2025年8月22日より配布予定。全4種類（2枚1セット）で全国合計7万セットで配布される。

### イベント・キャンペーン
映画公開記念 クイズラリー
2025年6月27日7時から8月31日23時までの期間、一部を除く全国の映画館で本作品の公開を記念したクイズラリーを開催。映画館や近隣施設に掲示されたポスターに記載のQRコードを読み取り、特設サイトをスタッフに提示すると映画オリジナルステッカーが先着で貰えるほか、映画館周辺に掲示されたクイズポスターの問題を解き特設サイトから応募すると抽選で総計17名に豪華賞品が当たる。

## おまけムービー
『ゴチゾウのなつやすみ』
『ゴジュウジャー』と本作品との幕間に上映される、ゴチゾウがメインの短編おまけムービー。
『ゴチゾウのなつやすみ～しおあじ～』
2025年8月8日より上映のおまけムービー第2弾。